# عبد العزيز بن ناصر المانع
عبد العزيز بن ناصر المانع (ولد 1362 هـ / 1943 م) باحث ومحقِّق سعودي، وأستاذ جامعي، حاصل على جائزة الملك فيصل العالمية في اللغة العربية والأدب عام 1430هـ/ 2009م.

## سيرته
- وُلد عبد العزيز بن ناصر المانع في مدينة شقراء بالمملكة العربية السعودية، سنة 1362هـ/ 1943م.[3]
- حصل المانع على البكالوريوس من كلية اللغة العربية بالرياض سنة 1386هـ/1966م.
- حصل على الدكتـوراه من جامعة إكزتر بالمملكة المتحدة سنة 1396هـ/1976م في تخصّص تحقيق المخطوطات، موضوع رسالته: (ابن باطيش  الموصلي وكتابه: غاية الوسائل إلى معرفة الأوائل، دراسة وتحقيق).[4]
- انخرط – منذ ذلك الوقت – في السلك الأكاديمي، فعمل مدرِّساً في قسم اللغة العربية في جامعة أم القرى، ثم انتقل إلى قسـم اللغة العربية في كلية الآداب في جامعة المـلك سعود منذ سنة 1397هـ/1977م.[1]
- تولَّى البروفيسور المانع – إلى جانب عمله في التدريس والبحث العلمي- عدداً من المناصب الأكاديمية والإدارية فكان مديراً لمركز البحوث في كلية الآداب، ورئيساً لقسم اللغة العربية فيها لسنتين، وممثلاً لها في مجلس كلية الدراسات العليا لأربع سنوات، ورئيساً لتحرير مجلّتها لأربع سنوات أخرى. كما عمل مديراً للمكتب التعليمي السعودي بولاية كاليفورنيا في الولايات المتحدة لسنتين. ودُعي خلال سنتي 1428هـ/ 2006م و1428هـ/2007م أستاذاً زائراً للدراسات العليا في مادّة «تحقيق المخطوطات» بجامعة سوسة في تونس.
- وللبروفيسور المانع نشاط كبير في الحياة الثقافية في بلاده، فهو عضو في مجلس إدارة نادي الرياض الأدبي، وعضو الجمعية العربية السعودية للغة العربية، واللجنة العلمية بمركز الشيخ حمد الجاسر الثقافي بالرياض. كما أنه عضو في هيئة تحرير مجلة العرب التي تصدر في الرياض وفي الهيئات الاستشارية لكل من مجلة عالم الكتب ومجلة عالم المخطوطات والنوادر ومجلة الدرعية في الرياض، إضافة إلى المجلة الأردنية في اللغة العربية وآدابها التي تصدرها جامعة مؤتة بالأردن. وللبروفيسور المانع إنتاج علمي غزير في مجال تخصصه فقد حقَّـق أكثر من خمسة عشر من المؤلفات التراثية ونشر العديد من البحوث والمقالات في المجلات العلمية المحلية والدولية إلى جانب مشاركته في العديد من المؤتمرات والنـدوات في الممـلكة العربية السعودية واستراليا وبريطانيا والهند وإيطاليا وتونس ومصر والأردن. وشـارك – على مدى ثلاثين سنة – في الندوات الأسبوعية لقسم اللغة العربية بجامعة الملك سعود.[1]

## آثاره
1. (المنتخب من كتاب الشعراء) لأبي نعيم الأصبهاني (ت430هـ - 1038م): صدر عام 1402هـ - 1982م.
2. (الأفضليات) لابن الصيرفي [تحقيق بالاشتراك مع الدكتور وليد قصاب]: صدر عام 1402هـ - 1982م.[5]
3. (ترسل ابن قلاقس الإسكندري) [تحقيق]: صدر عام 1404هـ - 1984م.
4. (الزهر الباسم والعرف الناسم في مديح الأجل أبي القاسم) لابن قلاقس [تحقيق]: صدر 1404هـ - 1984م.
5. (عيار الشعر) لابن طباطبا العلوي [تحقيق]: صدر عن دار العلوم بالرياض عام 1405هـ/1995م.
6. (من اسمه عمرو من الشعراء) لابن الجراح [تحقيق]: صدر سنة 1412هـ - 1991م.[6]
7. (المآخذ على شُراح ديوان أبي الطيب المتنبي) لابن معقل الأزدي المهلبي [تحقيق]: صدر في خمسة مجلدات سنة 1422هـ عن مركز الملك فيصل للبحوث والدراسات الإسلامية.[7]
8. (قشر الفسر) لأبي سهل محمد بن الحسن الزوزني [تحقيق]: صدر سنة 1427هـ.
9. (الفسر الصغير في تفسير أبيات المعاني في شعر المتنبي) لأبي الفتح عثمان بن جني [تحقيق]: صدر سنة 1428هـ عن مركز الملك فيصل للبحوث والدراسات الإسلامية.
10. (الشعار على مختار نقد الأشعار) لنجم الدين سليمان عبد القوي الطوفي (ت 716هـ): صدر عام 2011م.[8][9]
11. (كتاب جامع محاسن كتابة الكتاب ونزهة أولي البصائر والألباب) لمحمد بن حسن الطيبي [تحقيق]: صدر عن كرسي الدكتور عبد العزيز المانع لدراسات اللغة العربية وآدابها بجامعة الملك سعود سنة 1434هـ-2013م.[10]
12. (على خطى المتنبي): صدر عن كرسي الدكتور عبد العزيز المانع لدراسات اللغة العربية ووآدابها بجامعة الملك سعود سنة 1438هـ - 2017م.[3][11]
13. (رياض الشعراء في قصور الحمراء) بالاشتراك مع خوسيه ميغيل بويرتا فلتشث. صدر عن جائزة الملك فيصل العالمية عام 2024م.[12]

## جوائزه
- حصل المانع عام 2009 على جائزة الملك فيصل العالمية فرع اللغة العربية والأدب في موضوع «تحقيق المؤلفات الأدبية الشعرية والنثرية المصنّفة في المدة من (300 - 700هـ)».[13]
- حصل كتاب «على خطى المتنبي» على جائزة كتاب العام من وزارة الثقافة والإعلام في المملكة العربية السعودية.
- كُرِّم ضمن تكريم المبدعين الخليجيين في مجال تحقيق التراث بدولة الكويت 2014.
- اختير بوصفه شخصية أدبية خدمت التراث في اليوم العالمي للغة العربية بجامعة الحدود الشمالية 2014.
- اختارته المنظمة العربية للثقافة والفنون (ألكسو) شخصية العام التراثية لعام 2018.
- حصل على جائزة المسيرة العلمية المتميزة في العلوم الإنسانية والاجتماعية بجامعة الملك سعود للعام 2019.[14]

## كرسي الدكتور عبد العزيز المانع
قررت جامعة الملك سعود تكريم البروفيسور عبد العزيز بن ناصر المانع الأستاذ بكلية الآداب بالجامعة بمناسبة حصوله على جائزة الملك فيصل العالمية وذلك بتخصيص كرسي بحث باسم سعادته في مجال اللغة العربية وآدابها، وشملت إنجازات «كرسي الدكتور المانع لدراسات اللغة العربية وآدابها» قائمة من المؤلفات حققها مجموعة من الباحثين السعوديين والعرب، كما أنجز الكرسي في السنوات الماضية محاضرات في غاية الأهمية ضمن اهتماماته، ونظم دورات مختلفة في تحقيق المخطوطات، وتنمية الكفاءة النحوية، وفي مجال اللغة والإبداع، وكيفية كتابة البحوث العلمية، وتحرير الأساليب الأدبية، والتصحيح الإملائي، والأخطاء الشائعة معها، وفي ما يتعلق بإنجازات الكرسي من المؤلفات وتحقيقها نشر قرابة 50 مؤلفًا.
أما المحاضرات التي نظمها «الكرسي» في السنوات الأربع الماضية فحملت عناوين في غاية الأهمية لخدمة اللغة العربية وآدابها، أبرزها: «نظرية اكتساب اللغة بالفطرة والممارسة»، و«اللغة العربية في الجامعات الأميركية: جامعة كولومبيا نموذجًا»، و«اللغة العربية وآفاق الحوسبة»، و«بيت المتنبي في حلب»، و«الحركة العلمية أيام سيف الدولة: العمارة، الطب، الفلك»، و«واقع اللغة العربية في الصحافة المقروءة»، و«أبعاد النظرية الثقافية الاجتماعية وأثرها في مجال تعليم اللغة»، و«النصوص الفردية أم الخطابات الجمعية.. القشرة وما تحتها».